# Congrès de la Nouvelle Calédonie
Het Congrès de la Nouvelle Calédonie (Nederlands: Congres van Nieuw-Caledonië) is het parlement van het Franse overzeese gebiedsdeel Nieuw-Caledonië.
Het Congres bestaat uit 54 vertegenwoordigers van de drie provinciale raden van het gebiedsdeel, gekozen via algemeen kiesrecht met een kiesdrempel van 5%.
De naam van het parlement of de wetgevende macht is een aantal keer gewijzigd:
- 1885-1957: Algemene Raad (Conseil général)
- 1957-1985: Territoriale Vergadering (Assemblée territoriale)
- 1985-1999: Congres van het Territorium (Congrès du Territoire)

In 1999 werd de huidige naam aangenomen.

## Samenstelling na de verkiezingen van2014
| Partij                                 | Stemmen | Zetels | Percentage |
| -------------------------------------- | ------- | ------ | ---------- |
| Caledonie ensemble                     | 24.863  | 13     | 23,31%     |
| Le Rassemblement                       | 13.649  | 7      | 12,79%     |
| Union calédonienne-FLNKS               | 13.602  | 9      | 12,75%     |
| Union pour la Calédonie dans la France | 12.539  | 6      | 11,75%     |
| Construisons notre nation arc-en-ciel  | 12.289  | 6      | 11,52%     |
| Union nationale pour l'indépendance    | 8.876   | 6      | 8,32%      |
| Parti travailliste                     | 3.678   | 3,45%  | 1          |
| Front nacional                         | 2.706   | 2,54%  | 0          |
| Une Province pour tous                 | 2.561   | 2      | 2,40%      |
| Entente provinciale Nord               | 2.191   | 1      | 2,05%      |
| Convergence pays                       | 2.190   | 0      | 2,05%      |
| Parti de libération kanak              | 2.053   | 1      | 1,92%      |
| Dynamique autochtone                   | 1.566   | 1      | 1,47%      |
| Union pour construire les Loyauté      | 1.564   | 1      | 1,47%      |
| L'autre voix                           | 939     | 0      | 0,88%      |
| Ongeldige stemmen                      | 1.410   | —      | —          |
| Totaal                                 | 106.650 | 54     | 100%       |
| Geregistreerde kiezers/opkomst         | 152.457 |        | 69,95      |

## Lijst van voorzitters van het Congres
| Periode     | Naam                                      |
| ----------- | ----------------------------------------- |
| 1999 - 2000 | Simon Loueckhote                          |
| 2000 - 2001 | Simon Loueckhote                          |
| 2001 - 2002 | Simon Loueckhote                          |
| 2002 - 2003 | Simon Loueckhote                          |
| 2003 - 2004 | Simon Loueckhote                          |
| 2004 - 2005 | Harold Martin                             |
| 2005 - 2006 | Harold Martin                             |
| 2006 - 2007 | Harold Martin                             |
| 2007 - 2008 | Pierre Frogier                            |
| 2008 - 2009 | Pierre Frogier                            |
| 2009 - 2010 | Harold Martin                             |
| 2010 - 2011 | Harold Martin                             |
| 2011 - 2012 | Rock Wamytan / Léonard Sam / Rock Wamytan |
| 2012 - 2013 | Gérard Poadja                             |
| 2013 - 2014 | Rock Wamytan                              |
| 2014 - 2015 | Gaël Yanno                                |
| 2015 - 2016 | Thierry Santa                             |